# Supercopa de Italia 2011
La Supercopa de Italia 2011 fue la 24ª edición de la Supercopa de Italia, que enfrentó al ganador de la Serie A, el AC Milan, y de la Copa de Italia, el Internazionale. El partido fue disputado el 6 de agosto de 2011 en el Estadio Nacional de Pekín (China) y este fue el 208.º Derby della Madonnina, primero en Supercopa de Italia. El AC Milan ganó el partido y el título por 2–1.

## Equipos participantes
| A. C. Milan          |  |  |  | Campeón de la (Serie A 2010-11)     |
| F. C. Internazionale |  |  |  | Campeón de la (Copa Italia 2010-11) |

### Detalles del partido[2]
| 32         | POR        | Christian Abbiati    |     |
| 20         | DEF        | Ignazio Abate        |     |
| 33         | DEF        | Thiago Silva         |     |
| 13         | DEF        | Alessandro Nesta     |     |
| 19         | DEF        | Gianluca Zambrotta   |     |
| 4          | MED        | Mark van Bommel      |     |
| 8          | MED        | Gennaro Gattuso      | 75' |
| 10         | MED        | Clarence Seedorf     |     |
| 27         | MED        | Kevin-Prince Boateng | 82' |
| 11         | DEL        | Zlatan Ibrahimović   |     |
| 70         | DEL        | Robinho              | 62' |
| Entrenador | Entrenador | Massimiliano Allegri |     |

| 1          | POR        | Júlio César          |     |
| 23         | DEF        | Andrea Ranocchia     |     |
| 25         | DEF        | Walter Samuel        |     |
| 26         | DEF        | Cristian Chivu       |     |
| 8          | MED        | Thiago Motta         |     |
| 5          | MED        | Dejan Stanković      | 74' |
| 20         | MED        | Joel Obi             | 82' |
| 4          | MED        | Javier Zanetti       |     |
| 11         | MED        | Ricardo Álvarez      | 63' |
| 10         | DEL        | Wesley Sneijder      |     |
| 9          | DEL        | Samuel Eto'o         |     |
| Entrenador | Entrenador | Gian Piero Gasperini |     |

| 7  | DEL | Alexandre Pato    | 62' |
| 23 | MED | Massimo Ambrosini | 75' |
| 28 | MED | Urby Emanuelson   | 82' |

| 37 | MED | Marco Faraoni     | 63' |
| 7  | DEL | Giampaolo Pazzini | 74' |
| 30 | DEL | Luc Castaignos    | 82' |

| Anotado | 60' | Zlatan Ibrahimović   | 1-1 |
| Anotado | 69' | Kevin-Prince Boateng | 2-1 |

| Anotado | 22' | Wesley Sneijder | 0-1 |

| Amonestado | 20' | Gennaro Gattusso     |
| Amonestado | 62' | Gianluca Zambrotta   |
| Amonestado | 78' | Kevin-Prince Boateng |

| Amonestado | 62' | Wesley Sneijder |

| Árbitro:             | Nicola Rizzoli         |  |  |
| Árbitros asistentes: | Copelli                |  |  |
| Árbitros asistentes: | Grilli                 |  |  |
| Cuarto árbitro       | Paolo Silvio Mazzoleni |  |  |

| 32         | POR        | Christian Abbiati    |     |
| 20         | DEF        | Ignazio Abate        |     |
| 33         | DEF        | Thiago Silva         |     |
| 13         | DEF        | Alessandro Nesta     |     |
| 19         | DEF        | Gianluca Zambrotta   |     |
| 4          | MED        | Mark van Bommel      |     |
| 8          | MED        | Gennaro Gattuso      | 75' |
| 10         | MED        | Clarence Seedorf     |     |
| 27         | MED        | Kevin-Prince Boateng | 82' |
| 11         | DEL        | Zlatan Ibrahimović   |     |
| 70         | DEL        | Robinho              | 62' |
| Entrenador | Entrenador | Massimiliano Allegri |     |

| 1          | POR        | Júlio César          |     |
| 23         | DEF        | Andrea Ranocchia     |     |
| 25         | DEF        | Walter Samuel        |     |
| 26         | DEF        | Cristian Chivu       |     |
| 8          | MED        | Thiago Motta         |     |
| 5          | MED        | Dejan Stanković      | 74' |
| 20         | MED        | Joel Obi             | 82' |
| 4          | MED        | Javier Zanetti       |     |
| 11         | MED        | Ricardo Álvarez      | 63' |
| 10         | DEL        | Wesley Sneijder      |     |
| 9          | DEL        | Samuel Eto'o         |     |
| Entrenador | Entrenador | Gian Piero Gasperini |     |

| 7  | DEL | Alexandre Pato    | 62' |
| 23 | MED | Massimo Ambrosini | 75' |
| 28 | MED | Urby Emanuelson   | 82' |

| 37 | MED | Marco Faraoni     | 63' |
| 7  | DEL | Giampaolo Pazzini | 74' |
| 30 | DEL | Luc Castaignos    | 82' |

| Anotado | 60' | Zlatan Ibrahimović   | 1-1 |
| Anotado | 69' | Kevin-Prince Boateng | 2-1 |

| Anotado | 22' | Wesley Sneijder | 0-1 |

| Amonestado | 20' | Gennaro Gattusso     |
| Amonestado | 62' | Gianluca Zambrotta   |
| Amonestado | 78' | Kevin-Prince Boateng |

| Amonestado | 62' | Wesley Sneijder |

| Árbitro:             | Nicola Rizzoli         |  |  |
| Árbitros asistentes: | Copelli                |  |  |
| Árbitros asistentes: | Grilli                 |  |  |
| Cuarto árbitro       | Paolo Silvio Mazzoleni |  |  |

| Supercopa de Italia     |
| Campeón Milan 6º título |